# بنر فورک شرکت فورک کول (کنتاکی)
بنر فورک شرکت فورک کول (به انگلیسی: Banner Fork Coal Company) یک منطقهٔ مسکونی در ایالات متحده آمریکا است که در شهرستان هارلن، کنتاکی واقع شده‌است. بنر فورک شرکت فورک کول ۳۷۶٫۱۳ متر بالاتر از سطح دریا واقع شده‌است.